# Villars-les-Bois
Villars-les-Bois là một xã trong tỉnh Charente-Maritime trong vùng Nouvelle-Aquitaine, tây nam nước Pháp. Xã Villars-les-Bois nằm ở khu vực có độ cao từ 17-101 mét trên mực nước biển.